# تيك-80
TIC-80 عبارة عن وحدة تحكم ألعاب فيديو خيالية حرة ومفتوحة المصدر لصنع الألعاب وتشغيلها ومشاركتها على منصة محدودة تحاكي أنظمة ثمانيةبت في الثمانينيات تحتوي على محررات مدمجة للتعليمات البرمجية والرموز المتحركة والخرائط,الموسيقى والمؤثرات الصوتيةبالإضافة إلى واجهة سطر الأوامر التي تسمح للمستخدمين بتطوير الألعاب وتحريرها داخل وحدة التحكم  
يمكن تصدير الألعاب المصنوعة في TIC-80 كخراطيش ألعاب إفتراضية ومجمعة لمنصات مختلفة، بما في ذلك أندرويد و لينكس و ماك أو أس وويندوز و المعدن راسبيري بايو  Nintendo 3DS وRetroArch  و HTML5 (باستخدام ويب أسمبلي  ). وهو يدعم لغات البرمجة بما في ذلك جافا سكريبت ومونسكريبت و Lua  بالإضافة إلى Ruby وWren وFennel و Squirrel و بايثون (لغة برمجة) وD.  

## روابط خارجية
- الموقع الرسمي
- GitHub Repository